# Halve marathon van Praag

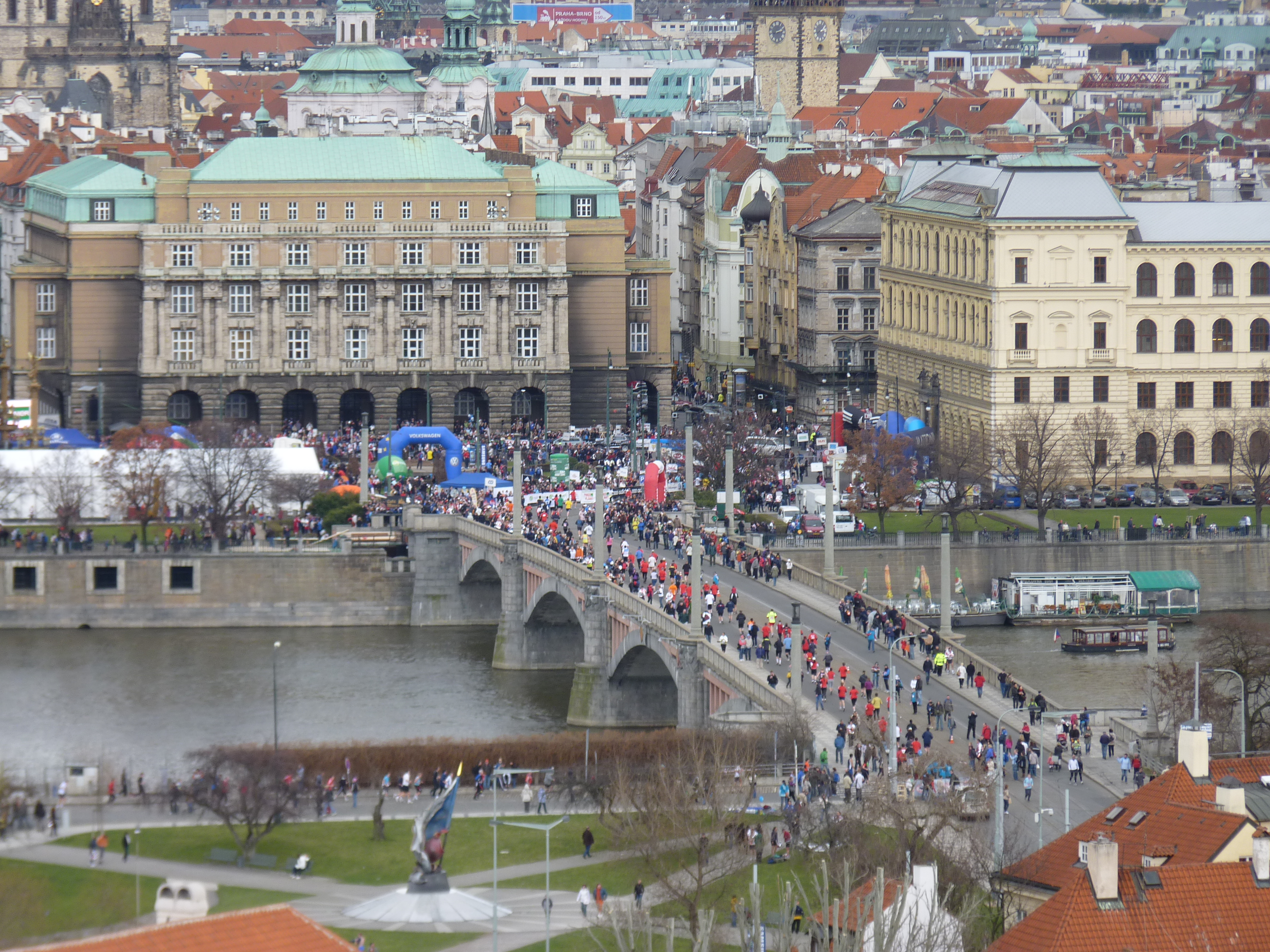
Hardlopers op het Jan Palachplein tijdens de Halve marathon van Praag in 2010

De halve marathon van Praag is een hardloopwedstrijd over een afstand van een halve marathon (21,1 km), die sinds 1999 jaarlijks in de hoofdstad van Tsjechië, Praag, plaatsvindt. De wedstrijd wordt gelopen door het centrum van de stad vanaf het Jan Palachplein bij het concertgebouw Rudolfinum en is officieel bekend onder de gesponsorde naam "Sportisimo Prague Half Marathon".
Het evenement heeft de IAAF Gold Label Road Race status, is daarmee de belangrijkste halve marathon van Tsjechië en wordt georganiseerd door de organisatie van de marathon van Praag.
Alle winnaars op vier na bij de mannen zijn afkomstig uit Kenia en bij de vrouwen meer dan de helft. De parcoursrecords zijn de snelste tijden ooit gelopen in Tsjechië.
De snelste editie was die van 2016, toen maar liefst vijf atleten binnen het uur finishten. Het totale prijzengeld bedroeg 110.000 Amerikaanse dollar, waarvan 23.000 voor de winnaar.
In 2017 verbeterde de 23-jarige Joyciline Jepkosgei het wereldrecord voor vrouwen in Praag op de halve marathon (tijd 1:04.52) en tevens op de 10 km, 15 km en 20 km. Ze liep de halve veertien seconden sneller dan de voormalige wereldrecordhoudster Peres Jepchirchir.

## Parcoursrecords
- Mannen: 58.47 - Atsedu Tsegay  Ethiopië (2012)
- Vrouwen: 1:04.52 - Joyciline Jepkosgei  Kenia (2017)

## Top 10 finishtijden
Met een gemiddelde tijd van 59.20,1 over de snelste tien finishtijden ooit gelopen bij deze wedstrijd, behoort Praag tot de snelste halve marathons in de wereld.
| Rang | Naam              | Land | Tijd  | Jaar | Plek |
| ---- | ----------------- | ---- | ----- | ---- | ---- |
| 1    | Atsedu Tsegay     | ETH  | 58.47 | 2012 | 1    |
| 2    | Bernard Kimeli    | KEN  | 59.07 | 2019 | 1    |
| 3    | Felix Kibitok     | KEN  | 59.08 | 2019 | 2    |
| 4    | Daniel Wanjiru    | KEN  | 59.20 | 2016 | 1    |
| 4    | Stephen Kiprop    | KEN  | 59.20 | 2019 | 3    |
| 6    | Peter Kirui       | KEN  | 59.22 | 2014 | 1    |
| 7    | Philemon Limo     | KEN  | 59.30 | 2011 | 1    |
| 8    | Barselius Kipyego | KEN  | 59.30 | 2016 | 2    |
| 9    | Tamirat Tola      | ETH  | 59.37 | 2017 | 1    |
| 10   | Adugna Takele     | KEN  | 59.40 | 2016 | 3    |

(bijgewerkt t/m 2019)

## Overwinningen
| Jaar          | Man                       | Nationaliteit | Tijd    | Vrouwen                     | Nationaliteit | Tijd         |
| ------------- | ------------------------- | ------------- | ------- | --------------------------- | ------------- | ------------ |
| 1 april 2023  | Roncer Kipkorir           | KEN           | 59.43   | Irene Jepchumba Kimais      | KEN           | 1:06.00      |
| 2 april 2022  | Keneth Kiprop Renju       | KEN           | 59.28   | Nesphine Jepleting          | KEN           | 1:06.57      |
| 6 april 2019  | Bernard Kimeli            | KEN           | 59.07   | Caroline Chepkoech Kipkirui | KEN           | 1:05.44      |
| 7 april 2018  | Bernard Kimeli            | KEN           | 59.47   | Joan Melly                  | KEN           | 1:05.04      |
| 1 april 2017  | Tamirat Tola              | ETH           | 59.37   | Joyciline Jepkosgei         | KEN           | 1:04.52 (WR) |
| 2 april 2016  | Daniel Wanjiru            | KEN           | 59.20   | Violah Jepchumba            | KEN           | 1:05.51      |
| 28 maart 2015 | Daniel Wanjiru            | KEN           | 59.51   | Worknesh Degefa             | ETH           | 1:07.14      |
| 5 april 2014  | Peter Kirui               | KEN           | 59.22   | Joyce Chepkirui             | KEN           | 1:06.18      |
| 6 april 2013  | Zersenay Tadese           | ERI           | 1:00.10 | Gladys Cherono              | KEN           | 1:06.48      |
| 31 maart 2012 | Atsedu Tsegay             | ETH           | 58.47   | Joyce Chepkirui             | KEN           | 1:07.03      |
| 2 april 2011  | Philemon Kimeli Limo      | KEN           | 59.30   | Lydia Cheromei              | KEN           | 1:07.23      |
| 27 maart 2010 | Joel Kimurer Kemboi       | KEN           | 1:00.09 | Rose Jerotich Kosgei        | KEN           | 1:09.57      |
| 28 maart 2009 | Nicholas Kipruto Koech    | KEN           | 1:00.07 | Rose Jerotich Kosgei        | KEN           | 1:09.03      |
| 29 maart 2008 | Elijah Muturi Karanja     | KEN           | 1:02.08 | Asha Gigi                   | ETH           | 1:12.00      |
| 24 maart 2007 | Patrick Ivuti             | KEN           | 1:01.00 | Lilia Sjoboechova           | RUS           | 1:11.14      |
| 1 april 2006  | Stephen Kipkoech Kibiwott | KEN           | 1:01.15 | Caroline Chepkorir Kwambai  | KEN           | 1:10.08      |
| 2 april 2005  | Silas Kirui               | KEN           | 1:01.07 | Susan Kirui                 | KEN           | 1:12.49      |
| 27 maart 2004 | Joseph Ngeny              | KEN           | 1:01.46 | Catherine Kirui             | KEN           | 1:10.38      |
| 22 maart 2003 | Fred Kiprop               | KEN           | 1:02.47 | Helena Javornik             | SLO           | 1:11.03      |
| 23 maart 2002 | Willy Cheruiyot           | KEN           | 1:02.15 | Gloria Marconi              | ITA           | 1:12.06      |
| 24 maart 2001 | Anthony Korir             | KEN           | 1:02.09 | Florence Barsosio           | KEN           | 1:12.51      |
| 25 maart 2000 | Isaac Kipyego Kiprono     | KEN           | 1:03.28 | Jana Klimešová              | CZE           | 1:14.17      |
| 13 maart 1999 | Ali Mabrouk El Zaidi      | LBA           | 1:04.48 | Jana Klimešová              | CZE           | 1:15.39      |